# Ростовский заповедник
Росто́вский запове́дник — государственный природный биосферный заповедник федерального значения, расположенный в Южном федеральном округе, на юго-востоке Ростовской области в 100 км от Ростова-на-Дону, на территории Орловского и Ремонтненского районов.

## Флора
Долинные степи Маныча представляют собой варианты умеренно сухой, сухой и пустынной степи. Почва долины Маныча представляет собой, кроме слабо выраженной зональной почвы, участки степных солонцов, солонцеватых почв, и потому здесь сформировались солеустойчивые сообщества растений.

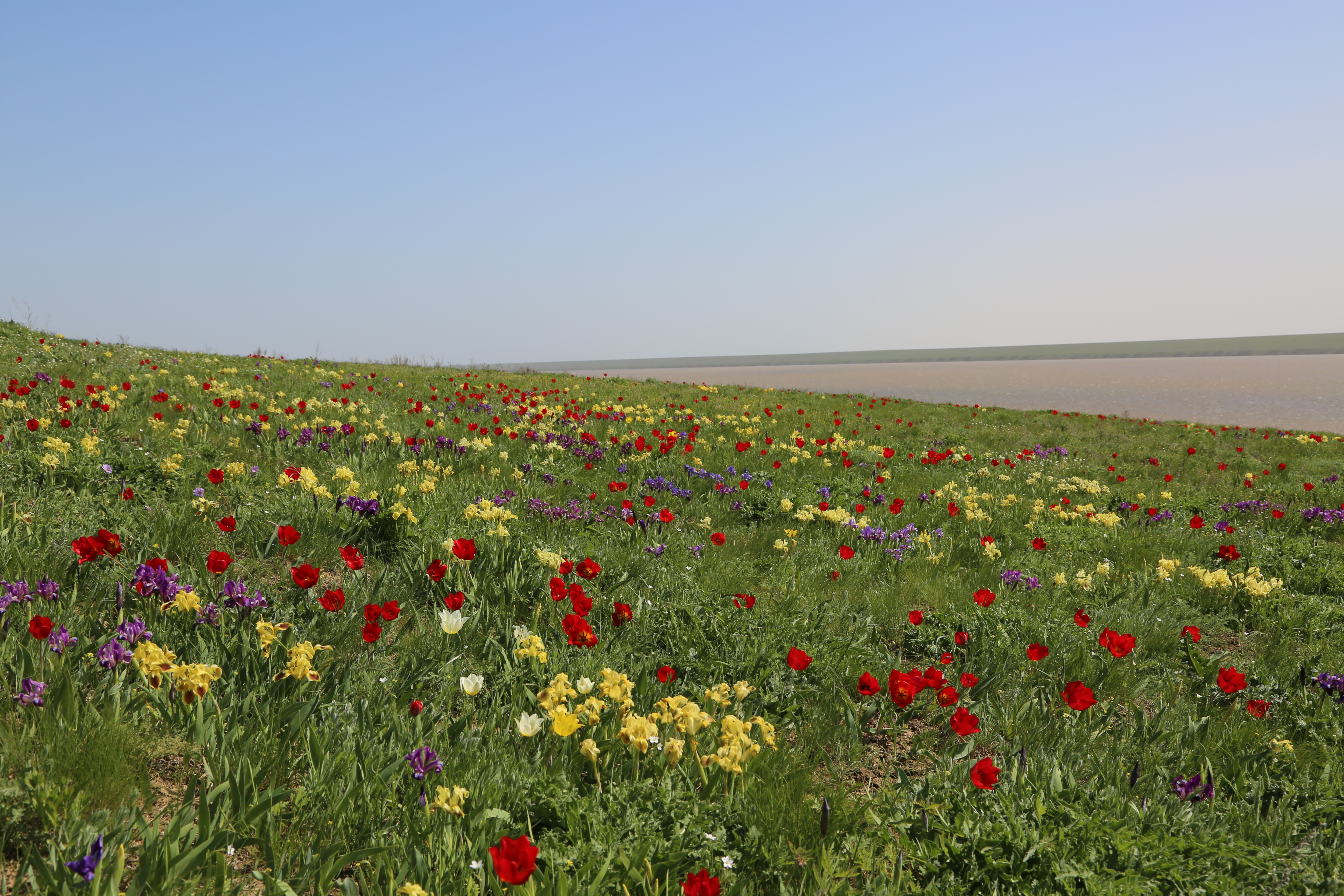
Тюльпаны

На территории заповедника было зарегистрировано 410 видов высших сосудистых растений. Они представлены, в основном, семействами бобовых, злаковых, сложноцветных, крестоцветных, губоцветных, гвоздичных и маревых. Из бобовых наиболее распространены в заповеднике — горошек 4 видов: волосистоплодный, ольбийский, четырёхсемянный, мохнатый; верблюжья колючка обыкновенная. Семейство злаков — ковыль нескольких видов. Представители сложноцветных — тысячелистник (4 вида) и одуванчик (2 вида). Сурепка обыкновенная и пастушья сумка — семейство крестоцветных. Шалфей 3 видов — губоцветные. Лебеда 6 видов — представляет семейство маревых. Также на территории заповедника отмечено 6 редких видов, являющихся охраняемыми в России: тюльпан Шренка, беллевалия сарматская, ковыль красивейший, ковыль украинский, касатик карликовый, майкараган волжский. Из списка Красной книги Ростовской области здесь множество растений: астрагал чашечковый, астрагал пузырчатый, тюльпан Биберштейна, двуцветковый тюльпан, ковыль Лессинга, ковыль сарептский, катран шершавый, касатик низкий, хвойник двухколосковый и т. п.

## Фауна

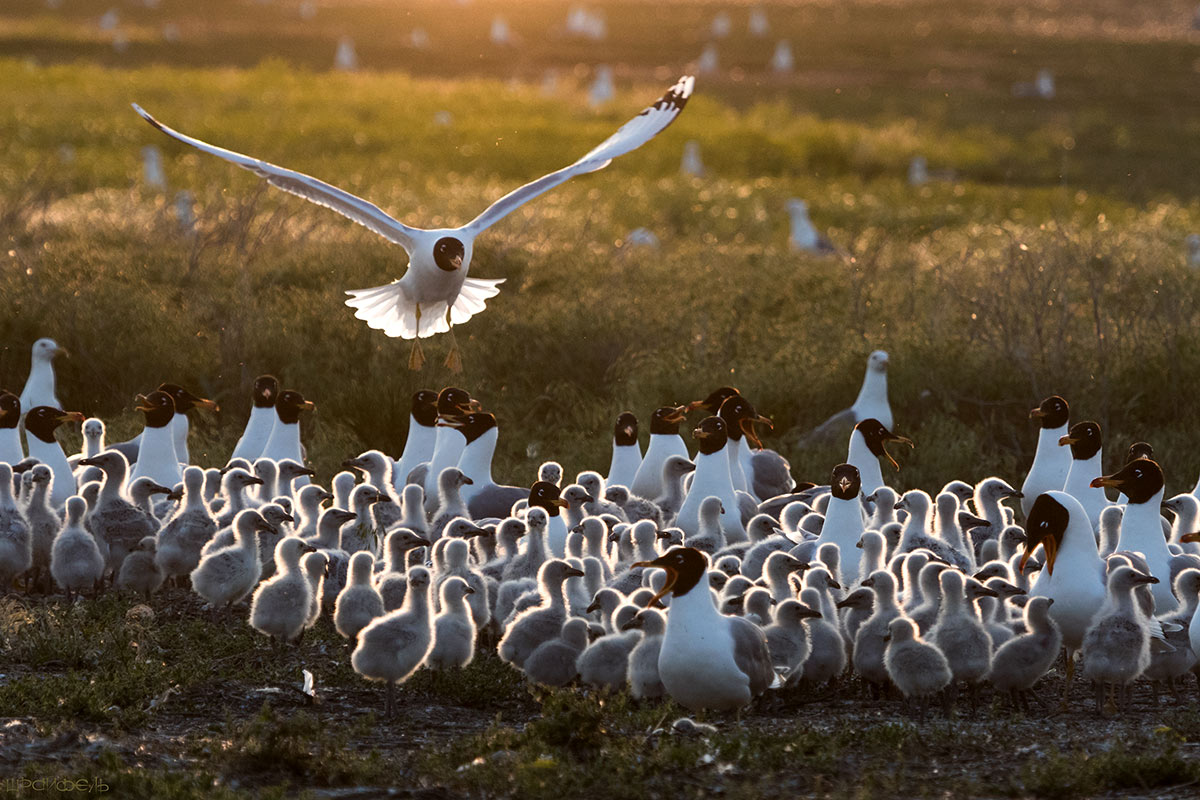

### Птицы

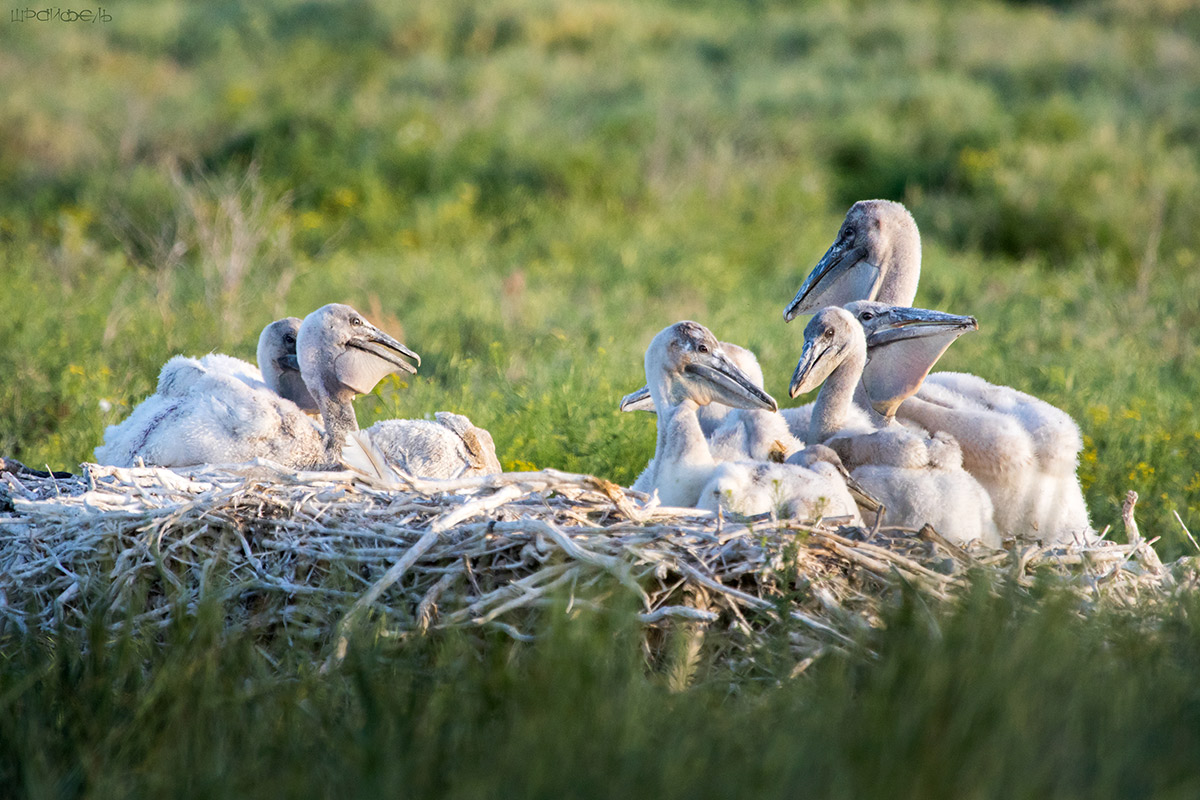
Птенцы кудрявого пеликана (Pelecanus crispus)

Птицы являются самой многочисленной как в видовом, так и в количественном отношении группой из позвоночных, встречающихся в заповеднике. Здесь встречаются редкие птицы: дрофа, малая крачка, малый баклан, розовый и кудрявый пеликаны, колпица, красавка, черноголовый хохотун, филин, фламинго и другие. На территории заповедника и прилегающих к нему степных и водных пространствах было отмечено более 200 видов птиц, из них около 120 гнездится в этом районе. 63 вида наблюдается здесь во время кочевок и пролетов, 16 видов зимующих.

### Другие животные
- Земноводные — жаба зелёная, лягушка озерная, чесночница.
- Пресмыкающиеся представлены 8 видами, это обыкновенный уж, водяной уж, желтобрюхий полоз, узорчатый полоз, четырёхполосый полоз, степная гадюка, болотная черепаха, прыткая ящерица.
- Представителей класса млекопитающих здесь насчитывается более 50 видов 7 отрядов.
  - Грызуны — малый суслик, большой тушканчик, полевая мышь;
  - Зайцеобразные — заяц-русак;
  - Хищные — волк, лисица, енотовидная собака, хорь, перевязка;
  - Насекомоядные — ежи (обыкновенный и ушастый);
  - Рукокрылые — рыжая вечерница, средиземноморский нетопырь;
  - Парнокопытные — сайгак;
  - Непарнокопытные — маныческие мустанги;[1]

### Насекомые
В заповеднике есть редкие насекомые: боливария короткокрылая (Bolivaria brachyptera), дыбка степная (Saga pedo), жужелица венгерская (Carabus hungaricus), сколии степная и гигантская (Scolia hirta, S. maculata), шмель степной (Bombus fragrans), аскалаф пёстрый (Ascalaphus macaronius), ктырь гигантский (Satanas gigas).